# ローレンス・コールバーグ
ローレンス・コールバーグ（Lawrence Kohlberg, 1927年10月25日 - 1987年1月19日）は、アメリカの心理学者で、道徳性発達理論の提唱者。

## 略歴
1927年、アメリカのニューヨーク州ブロンクスビルに生まれる。1949年にシカゴ大学を優秀な成績を修めて卒業、1958年には同大学の哲学博士となる。シカゴ大学時代にはジャン・ピアジェの認知発達理論の影響を受けており、博士号取得時の論文にはその影響が強く現れている。
その後、エール大学助教授(1959-1961)、同大学準教授(1962-67)を経て、1968年にハーバード大学教授（教育学・社会心理学）となる。この頃に彼は、後に道徳理論をめぐり論争することとなるキャロル・ギリガンと出会うこととなる。また、1969年のイスラエル訪問を機に自身の理論を再構築し、「ジャスト・コミュニティ」という新たな概念を導入することとなる。
1971年、ベリーズでの仕事を機に、コールバーグは熱帯病にかかり、肉体的・精神的に苦しむ日々を送る。1974年にはハーバード大学で道徳教育センター所長に就任するが、うつ病の苦痛から、1987年1月、彼はマサチューセッツ病院で療養中に身を投げて死亡した。

## 道徳性発達理論

道徳性発達理論

コールバーグが提起した「道徳性発達理論」は、人間の道徳的判断に注目し、その判断が下記のような3つのレベルと6つの段階をもつというものである。後の修正では、4{\displaystyle {\frac {1}{2}}}段階が設定された。
1.慣習以前のレベル
第一段階＝罰と服従への志向
"警察に捕まらないならば、それはOKである"
罰の回避と力への絶対的服従がそれだけで価値あるものとなり、罰せられるか褒められるかという行為の結果のみが、その行為の善悪を決定する。
第二段階＝道具主義的相対主義への志向
"彼はそれをやるべきだ、奥さんはいい人で美しいのだから"
正しい行為は、自分自身の、また場合によっては自己と他者相互の欲求や利益を満たすものとして捉えられる。具体的な物・行為の交換に際して、「公正」であることが問題とされはするが、それは単に物理的な相互の有用性という点から考えられてのことである。
2.慣習的レベル
第三段階＝対人的同調あるいは「よい子」への志向
"彼は妻を愛しているから、それをやるべきだ"
善い行為とは、他者を喜ばせたり助けたりするものであって、他者に善いと認められる行為である。多数意見や「自然なふつうの」行為について紋切り型のイメージに従うことが多い。行為はしばしばその動機によって判断され、初めて「善意」が重要となる。
第四段階＝「法と秩序」の維持への志向
"人を護ることは、財産を守ることよりも大事だ"
正しい行為とは、社会的権威や定められた規則を尊重しそれに従うこと、すでにある社会秩序を秩序そのもののために維持することである。
3.脱慣習的レベル
第五段階＝社会契約的遵法への志向
"社会において人には生存権がある。彼女を失ったら私は顔向けできないだろう"
ここでは、規則は、固定的なものでも権威によって押し付けられるものでもなく、そもそも自分たちのためにある、変更可能なものとして理解される。正しいことは、社会にはさまざまな価値観や見解が存在することを認めたうえで、社会契約的合意にしたがって行為するということである。
第六段階＝普遍的な倫理的原理への志向
"人命には特別な固有の価値がある。彼女を失ったら私は私でいられない"
正しい行為とは、「良心」にのっとった行為である。良心は、論理的包括性、普遍性ある立場の互換性といった視点から構成される「倫理的原理」にしたがって、何が正しいかを判断する。ここでは、この原理にのっとって、法を超えて行為することができる。

## 備考
日本では、荒木紀幸ら一部の教育実践者により「モラルジレンマ」と呼ばれる道徳教育実践が展開されている。認知心理学上の実験手段を教科内容と教材の構成に応用した事例である。
実験の場で判明した内容で、教科内容に影響する事象として、同時にモラルジレンマを解決する他の子どもの存在により、ある子どもの了解の段階が繰り上げられることが挙げられる。
また、了解の在り方が不徹底である場合には、時間を経て、判断の根拠とする段階がより低次の段階へと落ちてしまうこともある。